# 굴참나무
굴참나무는 참나무과에 속하며 겨울에 잎이 지는 큰키나무이다.
함경북도, 평안북도를 제외한 한국 각처의 산지에 걸쳐 자란다. 잎은 어긋나며 타원형, 넓은 피침형이다. 길이는 8~15 센티미터, 가시 모양의 돌기를 가진 예리한 톱니가 있고, 뒷면에 별 모양의 흰 털이 밀생한다. 꽃은 암수한그루로 수꽃이삭은 축늘어지며, 꽃덮이는 3~5장, 수술 4~5개이다. 암꽃이삭은 짧고 잎겨드랑이에 붙으며, 총포에 싸이고, 암술대 3개이다. 열매는 견과로 타원형, 총포 조각은 선형이고, 뒤로 젖혀진다. 상수리나무와 닮았으나, 잎 뒤가 희고, 수피의 코르크질이 두껍게 발달한 점이 특징이다. 이 같이 굴참나무는 나무 껍질이 두꺼워 코르크 재료로 이용하는데 세로로 골이 파져있다. 이 때문에 골이 파인 참나무라는 뜻에서 골참나무라고 부르던 것이 굴참나무로 변한 것으로 추정된다.개화기는 5월, 결실기는 다음 해 10월이다. 열매는 식용, 재목은 땔감·기구재, 껍질은 염료 또는 코르크재로 이용한다.

## 천연기념물
- 강릉 산계리 굴참나무 군 (천연기념물 제461호)
- 경북 울진군 근남면 수산리 굴참나무 (천연기념물 제96호)

## 사진

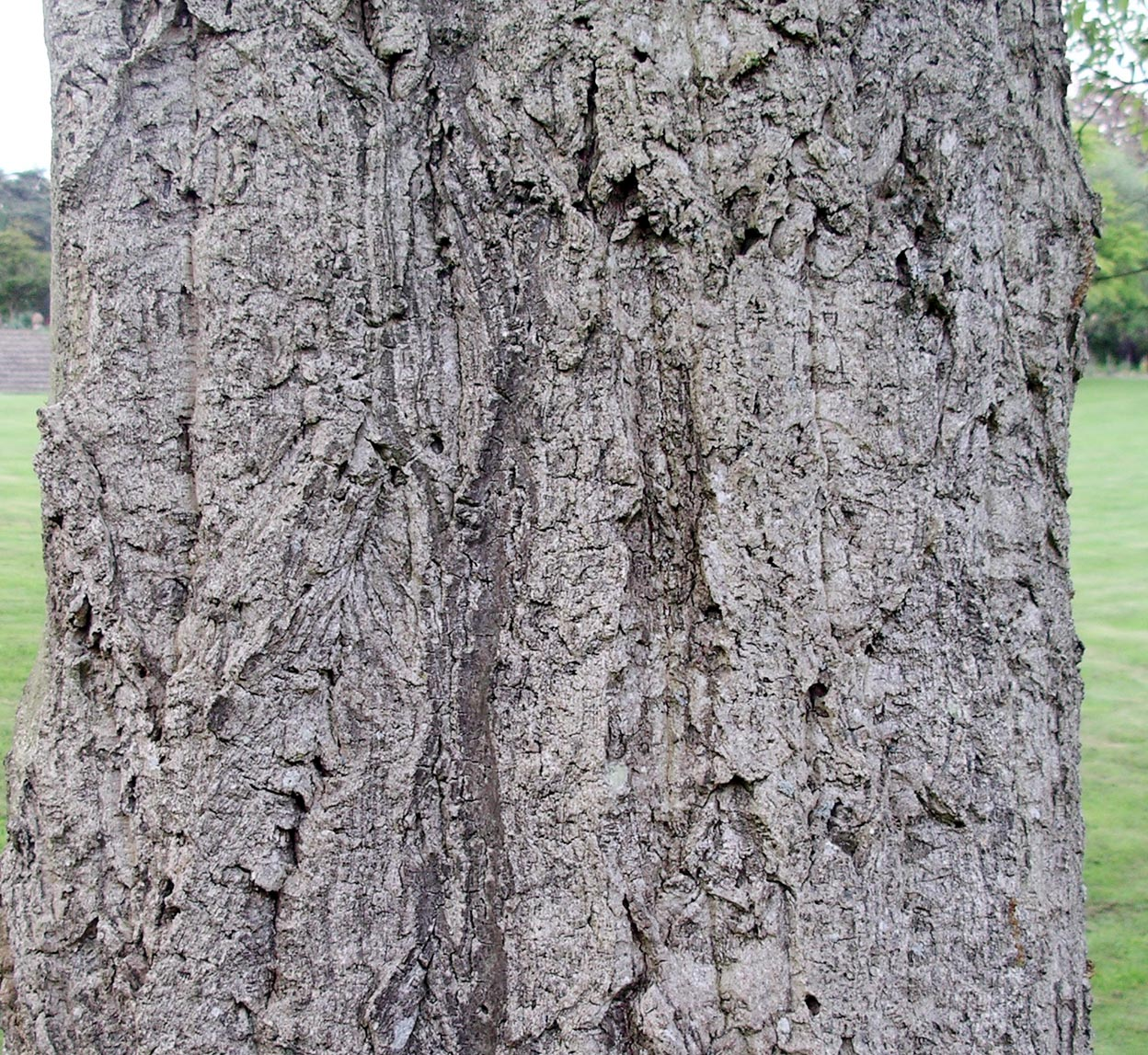
코르크질이 두껍게 발달한 줄기